# 许亦农
许亦农（1919年—2011年），字瓠园，号邻竹庐生，男，回族，江西南昌人，中国书法家、篆刻家，曾任中国书法家协会理事，江西省书法家协会名誉主席。